# Вовк з Уолл-стріт
«Вовк з Уолл-стріт» (англ. The Wolf of Wall Street) — американська біографічна драма режисера Мартіна Скорсезе (був також продюсером), що вийшла 2013 року. У головних ролях — Леонардо Ді Капріо, Джона Гілл, Меттью Мак-Конагей. Стрічку створено на основі реальних подій.
Сценаристом був Теренс Вінтер, продюсерами також були Різа Азіз, Леонардо Ді Капріо, Джої МакФарленд і Емма Тіллінджер Косков. Світова прем'єра фільму відбулася 25 грудня 2013 року у США, Канаді, Франції. В Україні у кінопрокаті прем'єра фільму відбулася 13 лютого 2014 року. На 1 березня 2024 року фільм займав 132-гу позицію у списку 250 кращих фільмів за версією IMDb.

## Сюжет
1987 рік. Джордан Белфорт стає брокером в успішному інвестиційному банку. Однак, незабаром банк закривається після раптового обвалу індексу Доу-Джонса. За порадою дружини Терези Джордан влаштовується на роботу в невеликий заклад, що займається дрібними акціями. Його наполегливий стиль спілкування з клієнтами та природжена харизма швидко дає свої плоди. Він знайомиться з сусідом Донні, торговцем, який відразу знаходить спільну мову з Джорданом і вирішує відкрити з ним власну фірму. Як співробітників вони наймають кількох друзів Белфорта, його батька Макса і називають компанію Stratton Oakmont. У вільний від роботи час Джордан марнує життя: постійно пиячить на вечірках, вступає в сексуальні контакти з повіями, вживає безліч наркотичних препаратів, у тому числі кокаїн та метаквалон. Та настає момент, коли швидким збагаченням Белфорта починає цікавитися агент ФБР...

## У ролях
| Актор              | Персонаж                                    | Роль                           |
| ------------------ | ------------------------------------------- | ------------------------------ |
| Леонардо Ді Капріо | Джордан Белфорт (англ. Jordan Belfort)      | брокер з Нью-Йорка             |
| Джона Гілл         | Донні Азофф (англ. Donnie Azoff)            | продавець, друг Джордана       |
| Марґо Роббі        | Наомі Лапалья (англ. Naomi Lapaglia)        | дружина Джордана               |
| Кайл Чендлер       | Грег Колмен (англ. Greg Coleman)            | агент ФБР                      |
| Меттью Мак-Конагей | Марк Ганна (англ. Mark Hanna)               | начальник Джордана             |
| Джон Бернтал       | Бред Боднік (англ. Brad Bodnick)            | друг Джордана                  |
| Жан Дюжарден       | Жан-Жак Андалі (англ. Jean-Jacques Handali) | банкір                         |
| Джон Фавро         | Лі Соркін (англ. Lee Sorkin)                | адвокат                        |
| Джоанна Ламлі      | Емма (англ. Emma)                           | тітка Джордана                 |
| Крістін Міліоті    | Тереза Петрілло (англ. Teresa Petrillo)     | перша дружина Джордана         |
| Роб Райнер         | Макс Белфорт (англ. Max Belfort)            | батько Джордана                |
| Крістін Еберсоул   | Лія Белфорт (англ. Leah Belfort)            | мати Джордана                  |
| Шей Віґем          | Тед Бічем (англ. Ted Beecham)               | капітан яхти Джордана          |
| Ітан Саплі         | Тобі Велч (англ. Toby Welch)                | брокер                         |
| Маккензі Міхен     | Хільді Азофф (англ. Hildy Azoff)            | дружина Донні                  |
| Ая Кеш             | Жаннет (англ. Janet)                        | асистентка Джордана            |
| Томас Мідлдітч     |                                             | брокер                         |
| Джеремі Бобб       |                                             | поліцейський                   |
| Джордан Белфорт    |                                             | приймач прямої лінії в Окленді |

## Пісні зі звукової доріжки
Як повідомив помічник Скорсезе Рендел Постер, усього у фільмі є близько 60 пісень. До офіційного саундтреку увійшло тільки 16. Приблизний повний список пісень див. тут [Архівовано 21 січня 2014 у Wayback Machine.].
| #   | Назва                                                         | Тривалість |
| --- | ------------------------------------------------------------- | ---------- |
| 1.  | «Mercy, Mercy, Mercy!» (Кеннонболл Еддерлі)                   | 5:09       |
| 2.  | «Dust My Broom» (Елмор Джеймс)                                | 2:51       |
| 3.  | «Bang! Bang!» (Джо К'юба)                                     | 4:04       |
| 4.  | «Movin' Out (Anthony's Song)» (Біллі Джоел)                   | 3:27       |
| 5.  | «C’est Si Bon» (Ерта Кітт)                                    | 2:57       |
| 6.  | «Goldfinger» (Sharon Jones & The Dap-Kings)                   | 2:28       |
| 7.  | «Pretty Thing» (Бо Діддлі)                                    | 2:48       |
| 8.  | «Moonlight In Vermont» (Ахмад Джамал)                         | 3:09       |
| 9.  | «Smokestack Lightning» (Гавлін Вулф)                          | 3:06       |
| 10. | «Hey Leroy, Your Mama's Callin' You» (The Jimmy Castor Bunch) | 2:25       |
| 11. | «Double Dutch» (Малкольм Макларен)                            | 3:55       |
| 12. | «Never Say Never» (Romeo Void)                                | 5:53       |
| 13. | «Meth Lab Zoso Sticker» (7horse)                              | 3:41       |
| 14. | «Road Runner» (Бо Діддлі)                                     | 2:45       |
| 15. | «Mrs. Robinson» (The Lemonheads)                              | 3:43       |
| 16. | «Cast Your Fate To the Wind» (Аллен Тюссен)                   | 3:19       |

## Сприйняття

### Критика
Станом на 26 листопада 2013 року рейтинг очікування фільму на сайті Rotten Tomatoes становив 99% зі 22,238 голосів.
Фільм отримав позитивні відгуки: Rotten Tomatoes дав оцінку 77% на основі 236 відгуків від критиків (середня оцінка 7,7/10) і 81% від глядачів із середньою оцінкою 4,1/5 (117,279 голосів). Загалом на сайті фільми має позитивний рейтинг, фільму зарахований «стиглий помідор» від кінокритиків і «попкорн» від глядачів, Internet Movie Database — 8,5/10 (217 995 голосів), Metacritic — 75/100 (47 відгуків критиків) і 8,0/10 від глядачів (718 голосів). Загалом на цьому ресурсі від критиків і від глядачів фільм отримав позитивні відгуки.

### Касові збори
Під час показу у США, що розпочався 25 грудня 2013 року, протягом першого тижня фільм був показаний у 2,537 кінотеатрах і зібрав 18,361,578 $, що на той час дозволило йому зайняти 5 місце серед усіх прем'єр. Станом на 16 лютого 2014 року показ фільму триває 55 днів (7,9 тижня) і за цей час фільм зібрав у прокаті у США 111,034,804  доларів США (за іншими даними 111,034,804 $), а у решті світу 196,992,000 $ (за іншими даними 196,991,650 $), тобто загалом 308,026,804 $ (за іншими даними 308,026,454 $) при бюджеті 100 млн $.

### Нагороди і номінації[16]
| Рік  | Нагорода                                           | Категорія                                   | Номінант                                                                     | Результат |
| ---- | -------------------------------------------------- | ------------------------------------------- | ---------------------------------------------------------------------------- | --------- |
| 2013 | Національна рада кінокритиків США                  | Найкращий адаптований сценарій              | Теренс Вінтер                                                                | Перемога  |
| 2013 | Національна рада кінокритиків США                  | Найкращі десять фільмів                     | стрічка                                                                      | Перемога  |
| 2014 | 86-та церемонія вручення нагороди «Оскар»          | Найкраща чоловіча роль                      | Леонардо ДіКапріо                                                            | Номінація |
| 2014 | 86-та церемонія вручення нагороди «Оскар»          | Найкраща чоловіча роль другого плану        | Джона Гілл                                                                   | Номінація |
| 2014 | 86-та церемонія вручення нагороди «Оскар»          | Найкраща режисерська робота                 | Мартін Скорсезе                                                              | Номінація |
| 2014 | 86-та церемонія вручення нагороди «Оскар»          | Найкращий адаптований сценарій              | Теренс Вінтер                                                                | Номінація |
| 2014 | 86-та церемонія вручення нагороди «Оскар»          | Найкращий фільм                             | Леонардо ДіКапріо, Емма Тіллінджер Коскофф, Джої МакФарланд, Мартін Скорсезе | Номінація |
| 2014 | 71-ша церемонія вручення нагороди «Золотий глобус» | Найкраща чоловіча роль (комедія або мюзикл) | Леонардо ДіКапріо                                                            | Перемога  |
| 2014 | 71-ша церемонія вручення нагороди «Золотий глобус» | Найкращий фільм (комедія або мюзикл)        | стрічка                                                                      | Номінація |
| 2014 | БАФТА у кіно                                       | Найкращий адаптований сценарій              | Теренс Вінтер                                                                | Номінація |
| 2014 | БАФТА у кіно                                       | Найкраща чоловіча роль (кіно)               | Леонардо ДіКапріо                                                            | Номінація |
| 2014 | БАФТА у кіно                                       | Найкращий монтаж                            | Тельма Шунмейкер                                                             | Номінація |
| 2014 | БАФТА у кіно                                       | Найкраща режисура                           | Мартін Скорсезе                                                              | Номінація |